# Nazionale maschile di calcio delle Tonga
La nazionale di calcio di Tonga è la squadra che rappresenta l'omonimo stato oceanico. È affiliata alla FIFA e all'OFC dal 1994.
Attualmente occupa il 200º posto del ranking FIFA.

## Storia
Il 22 novembre 2011 la nazionale di calcio tongana ha affrontato le Samoa Americane in un incontro del primo turno delle qualificazioni alla Coppa del mondo 2014 e perdendo per 2 a 1 (reti di Ramin Ott e Shalom Luani per le Samoa e di Lafaele Moala per Tonga) ha regalato alle Samoa Americane la prima vittoria in una partita ufficiale.

## Risultati ai mondiali
- Dal 1930 al 1994 - Non partecipante
- Dal 1998 al 2018 - Non qualificata
- 2022 - Ritirata

## Risultati nella coppa delle nazioni d'Oceania
- 1973 - Non partecipante
- 1980 - Non partecipante
- Dal 1996 al 2024 - Non qualificata

## Commissari tecnici
- Rudi Gutendorf (1981)
- Gary Phillips (2001)
- Heinave Kaifa (2002–2003)
- Milan Janković (2003–2005)
- Ben Perry (2005-2006)
- Reece Mclaughlin (2006–2007)
- Chris Williams (2007-2010)
- Timote Polovili (2010-2011)
- Chris Williams (2011)
- Timote Moleni (2012-)